# Santa Cruz de los Cáñamos
Santa Cruz de los Cáñamos es un municipio y localidad española de la provincia de Ciudad Real, en la comunidad autónoma de Castilla-La Mancha. El término municipal, ubicado en la comarca del Campo de Montiel, tiene una población de 471 habitantes (INE 2024). 

## Geografía
Tiene una superficie de 17,72 km² con una población de 546 habitantes (INE 2015) y una densidad de 31,26 hab./km².
Está situada en el sureste de la provincia de Ciudad Real, integrada en pleno Campo de Montiel. Limita al norte, al Este y al oeste con Montiel (término al que perteneció antiguamente), y al sur con Terrinches.
Muy cerca del núcleo urbano transcurre el camino conocido como Camino de Aníbal, Vía Augusta o Vía Hercúlea, que no es más que la calzada romana que une Cádiz con Cartagena y Roma pasando por Tarragona. 

## Historia
Su origen data de 1212 cuando, tras la batalla de las Navas de Tolosa, comenzó la repoblación del castillo de Santa Cruz. En 1225 don Pedro Fernández de Castro lo donó a la Orden de Santiago.
Es en 1575 cuando aparece como aldea dependiente de Montiel y con el nombre de Santa Cruz de los Cáñamos.
En el siglo XVIII nació don Manuel Cayetano Muñoz y Benavente que ejerció de obispo auxiliar de Sevilla. Tras su retiro ejerció de abad en la Abadía de Alcalá la Real hasta su muerte. Sus restos descansan en la iglesia de Consolación de dicha localidad jiennense.
En 1809, las tropas napoleónicas saquearon su iglesia, aunque el cuadro de Nuestra Señora de Belén se salvó del expolio. Dicha obra está en la actualidad en el Obispado de Ciudad Real junto con otros bienes.
A mediados del siglo XIX, la villa tenía contabilizada una población de 320 habitantes. Aparece descrita en el séptimo volumen del Diccionario geográfico-estadístico-histórico de España y sus posesiones de Ultramar de Pascual Madoz de la siguiente manera:

CRUZ DE LOS CAÑAMOS (Sta.): v. con ayunt. en la prov. de Ciudad-Real (10 leg.), part. jud. de Villanueva de los Infantes (3), aud.terr.de Albacete (16), dióc. de Toledo (30), c. g. de Castilla la Nueva (Madrid 37), perteneciente á la Orden militar de Santiago, en el campo de Montiel: sit. en una meseta poco elevada con buena ventilacion y clima templado, se padecen pleuresias, pútridas y constipados: tiene 80 casas bajas y reducidas; escuela de primeras letras, á la que asisten 12 ó 13 niños, cuando no hay que hacer en el campo; igl. parr. dedicada á San Bartolomé Apóstol, curato de entrada y provision del tribunal especial de las Ordenes militares: se surte de aguas potables en una fuente pilar á la bajada N. del pueblo, y algun pozo en las calles. Confina el térm. N. con el de Infantes; E. Albaladejo; S. Terrinches, O. Puebla del Príncipe, á 1/2 leg. de dist. próximamente por todos los puntos y comprende una vega regular al lado N. camino de Infantes, de terreno regadio por las aguas del arroyo Origon y del Pilar, que corren al O. y se juntan al Jabalon mas abajo de Alcubillas, siendo su curso unas 5 leg.; lo demas tambien es llano y flojo, sin cerros ni monte. Los caminos: de rueda en mal estado. El correo se recibe en Infantes por un vec. á quien se da este encargo por el ayunt. todas las semanas. prod.: trigo candeal, cebada, centeno, patatas, pocos garbanzos y algun cánamo; se mantiene algun ganado lanar y poca caza. ind. y comercio: telares para las ropas de lienzos, pañetes y estameñas del pais. pobl.: 64 vec., 320 alm. cap. imp.: 59,700 rs. contr.: por todos conceptos, con inclusion de culto y clero. 4,129 rs. 33 mrs.
(Madoz, 1847, p. 185)

## Demografía
Santa Cruz de los Cáñamos cuenta con una población de 471 habitantes (INE 2024).
| Gráfica de evolución demográfica de Santa Cruz de los Cáñamos entre 1842 y 2021                                     |
| |
| Población de derecho según los censos de población del INE Población de hecho según los censos de población del INE |

| 673           | 687 | 666 | 638 | 559 | 546 |
| (Fuente: INE) |     |     |     |     |     |

## Patrimonio
En la localidad se encuentra una iglesia parroquial bajo la advocación de San Bartolomé Apóstol, para cuya construcción se aprovecharon los materiales del desaparecido castillo. Su construcción data del siglo XV, de una sola nave con bóveda encamonada y cúpula. En su interior se albergaba el retablo del Santísimo Cristo de la Inspiración de notable antigüedad, destruido en la guerra civil, junto con su magnífico órgano. En el municipio está también la ermita de San Isidro.
Destacan diversos parajes y fuentes, como las Fontanillas, la Fuente de la Zarza o la Fuente del Moro. Además, es un lugar muy indicado por el senderismo, que permite disfrutar de la naturaleza y contemplar los numerosos olivos. También existen numerosas viñas. En los últimos años se ha edificado una ermita en honor a San Marcos, donde se celebra la romería.

## Fiestas
Su patrón es San Bartolomé Apóstol y su patrona la Virgen del Rosario.
- Luminaria San Antón :17 de enero.
- Carnavales.
- San Marcos: 25 de abril.
- Semana Santa.
- Cruces: 1 de mayo.
- San Isidro: 15 de mayo.
- San Bartolomé: 24 de agosto, en honor a su patrón.

## Gastronomía
Las comidas típicas de Santa Cruz de los Cáñamos son la gachamiga, ajo grande, la salsa, el rinrán, el potaje y el pisto en el día del patrón, con la sandía de postre. Además, el aceite, perteneciente a la denominación de origen del Campo de Montiel, es muy popular y es muy apreciado por los forasteros que llenan el pueblo en las fiestas como San Bartolomé, San Isidro, La Purísima y Los Santos.
También lo que se puede destacar es la fabulosa comida de la "Elvira"